# Connor van Schalkwyk
Connor Henry van Schalkwyk (* 27. November 2004) ist ein namibischer Tennisspieler.

## Karriere
Schalkwyk, dessen Bruder Codie van Schalkwyk ebenfalls Tennisspieler ist, war bis 2022 auf der ITF Junior Tour aktiv. Dort gewann er fünf Junioren-Tennisturniere der Stufen J2 bis J5 und nahm 2022 bei allen vier Grand-Slam-Turnieren der Junioren teil. Van Schalkwyk erreichte am 3. Januar 2022 mit Junioren-Weltranglistenplatz 36 seine beste Platzierung in der Juniorenrangliste. 2021 war van Schalkwyk Junioren-Afrikameister geworden. 2019 gab er sein Debüt für die Namibische Davis-Cup-Mannschaft, wo er eine Bilanz von 23:8 vorweist.
2023 begann er an der Old Dominion University im US-Bundesstaat Virginia ein Studium.  Für die Hochschulmannschaft ist er zudem im College Tennis aktiv.
Während des Bachelor-Studium, das er voraussichtlich 2027 beenden wird, nimmt er gelegentlich an Profiturnieren teil. Er sammelte Anfang 2024 mit dem Finaleinzug beim einem Turnier der ITF Future Tour seine ersten Punkte für die Tennisweltrangliste; auch im Doppel sammelte er den ersten Punkt, womit er  Rang 1117 im Einzel und Platz 2055 im Doppel erreichte. Zunächst spielte er keine Turniere mehr und fiel aus der Rangliste heraus.